# Tournoi de clôture du championnat de Colombie de football 2017
Navigation
Tournoi précédent Tournoi suivant
Le tournoi de clôture de la saison 2017 du Championnat de Colombie de football est le deuxième tournoi de la soixante-dixième édition du championnat de première division professionnelle en Colombie. Les vingt meilleures équipes du pays disputent le championnat semestriel qui se déroule en deux phases :
- lors de la phase régulière, les équipes s'affrontent une fois plus une rencontre face à une formation du même secteur géographique.
- la phase finale du tournoi Ouverture se joue sous forme de coupe, avec quarts, demis et finale en matchs aller-retour.

C'est le CD Los Millonarios qui remporte le tournoi après avoir battu le Club Independiente Santa Fe lors de la finale. C'est le quinzième titre de champion de Colombie de l'histoire du club.

## Les clubs participants
- Club Independiente Santa Fe
- CD Los Millonarios
- Envigado FC
- Deportes Tolima
- Once Caldas
- Independiente Medellin
- América de Cali - Promu de Torneo Aguila
- Rionegro Águilas
- Jaguares de Córdoba Fútbol Club
- Corporación Club Deportivo Tuluá
- Atlético Nacional
- Atlético Huila
- Patriotas FC
- Alianza Petrolera
- Deportivo Pasto
- Tigres Fútbol Club - Promu de Torneo Aguila
- Atlético Bucaramanga
- Deportivo Cali
- Atlético Junior
- CD La Equidad

## Compétition
Le barème utilisé pour établir l'ensemble des classements est le suivant :
- Victoire : 3 points
- Match nul : 1 point
- Défaite : 0 point

### Phase régulière

#### Classement
| Rang | Équipe                 | Pts | J  | G  | N | P  | Bp | Bc | Diff |
| ---- | ---------------------- | --- | -- | -- | - | -- | -- | -- | ---- |
| 1    | Atlético Junior        | 39  | 20 | 12 | 3 | 5  | 32 | 15 | +17  |
| 2    | Independiente Santa Fe | 39  | 20 | 11 | 6 | 3  | 21 | 10 | +11  |
| 3    | Atlético NacionalT     | 38  | 20 | 12 | 2 | 6  | 25 | 12 | +13  |
| 4    | Millonarios            | 36  | 20 | 10 | 6 | 4  | 26 | 14 | +12  |
| 5    | Deportes Tolima        | 33  | 20 | 9  | 6 | 5  | 25 | 20 | +5   |
| 6    | América de Cali        | 31  | 20 | 8  | 7 | 5  | 19 | 15 | +4   |
| 7    | La Equidad             | 30  | 20 | 7  | 9 | 4  | 25 | 18 | +7   |
| 8    | Jaguares de Córdoba    | 28  | 20 | 7  | 7 | 6  | 25 | 21 | +4   |
| 9    | Independiente Medellín | 27  | 20 | 7  | 6 | 7  | 23 | 20 | +3   |
| 10   | Atlético Huila         | 27  | 20 | 7  | 6 | 7  | 21 | 23 | -2   |
| 11   | Envigado FC            | 26  | 20 | 7  | 5 | 8  | 19 | 23 | -4   |
| 12   | Tigres Fútbol Club     | 26  | 20 | 7  | 5 | 8  | 13 | 19 | -6   |
| 13   | Cortuluá               | 24  | 20 | 7  | 3 | 10 | 17 | 28 | -11  |
| 14   | Deportivo Cali         | 23  | 20 | 6  | 5 | 9  | 25 | 32 | -7   |
| 15   | Deportivo Pasto        | 21  | 20 | 6  | 3 | 11 | 25 | 29 | -4   |
| 16   | Patriotas              | 21  | 20 | 4  | 9 | 7  | 19 | 25 | -6   |
| 17   | Once Caldas            | 21  | 20 | 5  | 6 | 9  | 16 | 24 | -8   |
| 18   | Alianza Petrolera      | 19  | 20 | 5  | 4 | 11 | 16 | 28 | -12  |
| 19   | Atlético Bucaramanga   | 18  | 20 | 4  | 6 | 10 | 18 | 23 | -5   |
| 20   | Rionegro Águilas       | 18  | 20 | 4  | 6 | 10 | 16 | 26 | -10  |

|  | Qualification pour la phase finale  |
|  | T : Tenant du titre P : Promu de D2 |

### Phase finale
|  | Quarts de finale                | Quarts de finale                | Quarts de finale   | Quarts de finale   |                             |                             | Demi-finales | Demi-finales | Demi-finales | Demi-finales |  |  | Finale | Finale | Finale | Finale |
|  |                                 |                                 |                    |                    |                             |                             |              |              |              |              |  |  |        |        |        |        |
|  |                                 |                                 |                    |                    |                             |                             |              |              |              |              |  |  |        |        |        |        |
|  |                                 |                                 |                    |                    |                             |                             |              |              |              |              |  |  |        |        |        |        |
|  | Club Independiente Santa Fe     | Club Independiente Santa Fe     | 0                  | 4                  |                             |                             |              |              |              |              |  |  |        |        |        |        |
|  | Club Independiente Santa Fe     | Club Independiente Santa Fe     | 0                  | 4                  |                             |                             |              |              |              |              |  |  |        |        |        |        |
|  | Jaguares de Córdoba Fútbol Club | Jaguares de Córdoba Fútbol Club | 0                  | 1                  |                             |                             |              |              |              |              |  |  |        |        |        |        |
|  | Jaguares de Córdoba Fútbol Club | Jaguares de Córdoba Fútbol Club | 0                  | 1                  | Club Independiente Santa Fe | Club Independiente Santa Fe | 1            | 1            |              |              |  |  |        |        |        |        |
|  |                                 |                                 |                    |                    | Club Independiente Santa Fe | Club Independiente Santa Fe | 1            | 1            |              |              |  |  |        |        |        |        |
|  |                                 |                                 | Deportes Tolima    | Deportes Tolima    | 0                           | 1                           |              |              |              |              |  |  |        |        |        |        |
|  | Atlético Nacional               | Atlético Nacional               | Deportes Tolima    | Deportes Tolima    | 0                           | 1                           | 0            | 2(1)         |              |              |  |  |        |        |        |        |
|  | Atlético Nacional               | Atlético Nacional               |                    |                    |                             |                             |              | 2(1)         |              |              |  |  |        |        |        |        |
|  | Deportes Tolima                 | Deportes Tolima                 | 1                  | 1(3)               |                             |                             |              |              |              |              |  |  |        |        |        |        |
|  | Deportes Tolima                 | Deportes Tolima                 | 1                  | 1(3)               | Club Independiente Santa Fe | Club Independiente Santa Fe | 0            | 2            |              |              |  |  |        |        |        |        |
|  |                                 |                                 |                    |                    | Club Independiente Santa Fe | Club Independiente Santa Fe | 0            | 2            |              |              |  |  |        |        |        |        |
|  |                                 |                                 | CD Los Millonarios | CD Los Millonarios | 1                           | 2                           |              |              |              |              |  |  |        |        |        |        |
|  | CD Los Millonarios              | CD Los Millonarios              | CD Los Millonarios | CD Los Millonarios | 1                           | 2                           | 1            | 2            |              |              |  |  |        |        |        |        |
|  | CD Los Millonarios              | CD Los Millonarios              |                    |                    |                             |                             |              |              |              |              |  |  |        |        |        |        |
|  | CD La Equidad                   | CD La Equidad                   | 1                  | 1                  |                             |                             |              |              |              |              |  |  |        |        |        |        |
|  | CD La Equidad                   | CD La Equidad                   | 1                  | 1                  | CD Los Millonarios          | CD Los Millonarios          | 2            | 0            |              |              |  |  |        |        |        |        |
|  |                                 |                                 |                    |                    | CD Los Millonarios          | CD Los Millonarios          | 2            | 0            |              |              |  |  |        |        |        |        |
|  |                                 |                                 | América de Cali    | América de Cali    | 1                           | 0                           |              |              |              |              |  |  |        |        |        |        |
|  | Atlético Junior                 | Atlético Junior                 | América de Cali    | América de Cali    | 1                           | 0                           | 0            | 2(2)         |              |              |  |  |        |        |        |        |
|  | Atlético Junior                 | Atlético Junior                 |                    |                    |                             |                             |              | 2(2)         |              |              |  |  |        |        |        |        |
|  | América de Cali                 | América de Cali                 | 0                  | 2(4)               |                             |                             |              |              |              |              |  |  |        |        |        |        |
|  | América de Cali                 | América de Cali                 | 0                  | 2(4)               |                             |                             |              |              |              |              |  |  |        |        |        |        |
|  |                                 |                                 |                    |                    |                             |                             |              |              |              |              |  |  |        |        |        |        |

### Classement cumulé
| Rang | Équipe                     | Pts | J  | G  | N  | P  | Bp | Bc | Diff |
| ---- | -------------------------- | --- | -- | -- | -- | -- | -- | -- | ---- |
| 1    | Atlético NacionalOuv       | 103 | 48 | 32 | 7  | 9  | 72 | 29 | +43  |
| 2    | Millonarios Fútbol ClubClo | 86  | 50 | 24 | 14 | 12 | 67 | 39 | +28  |
| 3    | Independiente Santa Fe     | 76  | 46 | 20 | 16 | 10 | 45 | 35 | +10  |
| 4    | Independiente Medellin     | 72  | 42 | 21 | 9  | 12 | 62 | 49 | +13  |
| 5    | América de Cali            | 68  | 46 | 16 | 15 | 15 | 62 | 61 | +1   |
| 6    | Atlético JuniorC           | 64  | 42 | 18 | 10 | 14 | 59 | 43 | +16  |
| 7    | Deportivo Cali             | 63  | 46 | 16 | 15 | 15 | 62 | 61 | +1   |
| 8    | Jaguares de Cordoba        | 60  | 44 | 15 | 15 | 14 | 47 | 47 | 0    |
| 9    | Deportivo Pasto            | 57  | 42 | 16 | 9  | 17 | 56 | 50 | +6   |
| 10   | Deportes Tolima            | 57  | 44 | 15 | 12 | 17 | 52 | 52 | 0    |
| 11   | Club Deportivo La Equidad  | 54  | 42 | 12 | 18 | 12 | 42 | 39 | +3   |
| 12   | Atlético Bucaramanga       | 48  | 42 | 12 | 12 | 18 | 36 | 45 | -9   |
| 13   | Atlético Huila             | 48  | 40 | 13 | 9  | 18 | 37 | 48 | -11  |
| 14   | Alianza Petrolera          | 46  | 40 | 12 | 10 | 18 | 40 | 52 | -12  |
| 15   | Patriotas FC               | 45  | 40 | 9  | 18 | 13 | 36 | 43 | -7   |
| 16   | Tigres Fútbol Club         | 45  | 40 | 11 | 12 | 17 | 24 | 42 | -18  |
| 17   | Envigado FC                | 44  | 40 | 11 | 11 | 18 | 37 | 49 | -12  |
| 18   | Once Caldas                | 42  | 40 | 10 | 12 | 18 | 34 | 52 | -18  |
| 17   | Deportivo Tuluá            | 42  | 40 | 11 | 9  | 20 | 36 | 59 | -23  |
| 18   | Águilas Pereira            | 39  | 40 | 8  | 15 | 17 | 30 | 47 | -17  |

|  | Qualification pour la Copa Libertadores 2018                                                                                 |
|  | Qualification pour la Copa Sudamericana 2018                                                                                 |
|  | Relégation directe en Torneo Aguila                                                                                          |
|  | Ouv : Vainqueur du tournoi Ouverture 2017 Clo : Vainqueur du tournoi Clôture 2017 C : Vainqueur de la Coupe de Colombie 2017 |

- La relégation est décidée en faisant la moyenne des points obtenus lors des trois dernières saisons (2015, 2016 et 2017). Les deux clubs les moins performants sont relégués en Primera B.

## Bilan de la saison
| Championnat de Colombie de football 2017 |                                                                                       |
| Champion                                 | CD Los Millonarios (15e titre)                                                        |
| Coupes et trophées                       |                                                                                       |
| Vainqueur de la Coupe de Colombie 2017   | Atlético Junior                                                                       |
| Qualifications continentales             |                                                                                       |
| Copa Libertadores 2018                   | CD Los Millonarios Atlético Nacional                                                  |
| Copa Libertadores 2018                   | Independiente Santa Fe Atlético Junior                                                |
| Copa Sudamericana 2018                   | Independiente Medellín América de Cali Jaguares de Córdoba Fútbol Club Deportivo Cali |
| Promotions et relégations                |                                                                                       |
| Promus en Liga Aguila                    | Boyacá Chicó Fútbol Club                                                              |
| Promus en Liga Aguila                    | Leones FC                                                                             |
| Relégués en Torneo Aguila                | Corporación Club Deportivo Tuluá                                                      |
| Relégués en Torneo Aguila                | Tigres Fútbol Club                                                                    |